# 内田康宏
内田 康宏（うちだ やすひろ、1952年（昭和27年）12月23日 - ）は、日本の政治家。愛知県岡崎市長（3期）。第86代愛知県議会議長、愛知県議会議員（7期）などを歴任した。

## 経歴

### 生い立ち
愛知県岡崎市旧康生町生まれ。岡崎市立連尺小学校、岡崎市立城北中学校、愛知県立岡崎北高等学校卒業。高校時代は水泳部に所属した。1975年（昭和50年）、日本大学法学部政治経済学科を卒業後、アメリカ合衆国に渡る。1976年（昭和51年）6月、インディアナ大学に入学し、政治学を専攻した。
1976年（昭和51年）9月14日、三木武夫首相は両院議員総会の席で衆議院解散はないことを所信として述べた。第34回衆院選は任期満了により同年12月5日に行われることとなった。前回選で落選した旧愛知4区の中野四郎は再起に向けて、禅譲を餌に内田の父親の内田喜久市長に近づいた。内田喜久は古巣の浦野幸男派（宏池会）を離れ、中野派（福田派）に乗り換えた。中野はこの年の選挙で返り咲くが、翌1977年（昭和51年）1月16日に浦野が心不全のため急死するという波乱があった。
1978年（昭和53年）8月、内田は帰国。
1979年（昭和54年）1月、福田赳夫は「清和会」を結成。同年、内田喜久は内田から「中央でなまの政治の勉強がしたい」と相談を受けるも、息子を任せられる政治家のつてはなく、政治評論家の飯島清に仲介を頼み込んだ。飯島が安倍晋太郎に接触すると、すぐさま中野の秘書の中原義正に知れるところとなった。中原の報告を受け、中野は「けしからんじゃないか」と気色ばんだ。福田派全体ににらみがきく秘書を自認していた中原は清和会の事務所で安倍を呼び止めて言った。「安倍さんの秘書になるのをこちらがどうこう言うことはないが、うちの親父が気にしている。内田喜久はいずれ国政を目指すでしょう」
安倍は「中野さんがいやなら別に置くつもりはない」と答えたあと、「でもまあ、それなら逆に人質をとるようなものじゃないか」と言った。こうして同年5月、内田の安倍事務所入りが決まった。9月7日、衆議院解散。内田は衆院選で安倍の随行役を担い、1980年（昭和55年）からは、ほぼひと月おきに清和会事務所に詰めた。

### 1980年衆議院議員選挙
1980年（昭和55年）2月、「岡崎から代議士を」の掛け声のもと政治団体「明日の岡崎をきずく会」が結成される。5月16日、大平正芳首相は内閣不信任決議案可決を受けて衆議院解散を決定。5月19日、「明日の岡崎をきずく会」は内田に旧愛知4区からの出馬を要請。翌5月20日、正式に出馬表明した。
前述のとおり、旧愛知4区には福田派長老格の中野四郎がいた。安倍晋太郎は千代田区永田町の山王グランドビル9階の事務所から岡崎に電話した。「もう一度考え直せませんか」と、内田を擁立した内田喜久市長の説得にかかった。仲谷義明愛知県知事も「今からでも遅くはない。今度だけは見送りなさい」と喜久をなだめる。しかし返事は「全部動き出しております。もう止めることも、戻ることもできません」の一点張りだった。仲谷が今度は自宅に電話をかけると喜久の妻、美恵子が出た。「奥さん、大変なことが待ち受けています。やめるなら今です。自民党が大変な雰囲気になっていますから」。果たして内田陣営は仲谷の予言どおりの事態となるが、美恵子には「大変なこと」の意味は測りかねた。
同年5月23日、岡崎市内に本拠を置けない自民党の中野四郎、稲垣実男、浦野烋興は「三派連合」を組み、形の上だけでも無所属の内田に対抗した。6月2日、衆院選公示。内田は白のブレザーと紺のスラックスに身を包み、大樹寺と龍城神社で必勝祈願をした。飯島清が1968年の参院選で編み出した石原慎太郎のいでたちを踏襲し、鴨田町広元で行われた出陣式もその姿で臨んだ。それから連日、白のブレザーを着て遊説を続けた。
選挙事務所の渉外担当はうどん店主のMだった。Mはかつて参議院議員の柴田栄の秘書を、仲谷知事の選挙では事実上の西三河地区選対責任者を務め、内田喜久とは「克ちゃん」と愛称で呼ばれるほどの間柄であった。公示後、そのMが喜久に「竜美丘会館や太陽の城の工事で、市長の妙なうわさを聞く」と直言したとの情報が中野四郎に伝わった。中野の陣営では、選挙の展望がきくMを内田の陣営の中枢から遠ざける作戦が進められた。中野陣営はMに執拗に接触し、内田からの離脱を説いた。成否は別として、「Mが中野と通じた」とのうわさが内田の周辺で流れるだけで、効果は十分だった。喜久のタニマチとして知られる堤敏正とMの折り合いが悪い、という風評も使われた。中野の思惑どおり、Mはやがて脇役に追いやられた。
6月9日深夜、選対委員長の中根薫県議は、滝町に住む後援者から「今、県警の刑事2人が選挙違反のことで訪ねてきた」との電話を受けた。内田喜久が四方に金をばらまいていたことは警察に筒抜けであった。中根は岡崎警察署の牧野卓朗署長を訪ね、探りを入れるが、牧野は「ま、いかんことはいかんですから」とだけ言うと押し黙った。中根は選対幹部にも候補者本人にもこのことは伏せたままにした。
選挙戦の終盤、安倍の説得を振り切って出馬した内田の周辺に「当選すれば田中派へ」という観測が流れた。田中派代議士のいない旧愛知4区の派閥バランスからすればありえない話ではなかったが、内田は一言のもとに否定した。
6月18日、立会演説会（各候補者が政見を発表し合う演説会。1983年の法改正で同制度は廃止）が岡崎市民会館で開かれた。聴衆は2,900人にふくれ上がり、ロビーまであふれた。内田は西三河に乏しい文化施設の充実などを訴えるも、他陣営から「お前のおやじが悪い」などのやじが飛び、演説の声はかき消された。やじにたまりかねた内田は「先ほどからあの辺でゴキブリがやかましいようですが」と言った。「何だと」と息巻く聴衆にさらに「ああいうゴキブリを退治しなければ政治の刷新はあり得ない」と言った。会場は騒然となり、内田の次に登壇した中野は「いやしくも国政を論ずる真剣な演説会の場で、市民をゴキブリ呼ばわりするとは何事か」とこぶしを振り上げた。選挙戦最終日の6月21日、各紙はこの事件を報じた。

### 選挙違反で55人が逮捕
1980年（昭和55年）6月22日、投票が行われる。毎朝選挙事務所に出向いていた岡崎商工会議所副会頭の加藤庄一は「1万―1万5千票足りず」と手帳に書き込んだ。6月23日、開票。加藤の読みどおり、内田は4位当選の稲垣に1万4千余票の大差をつけられ落選した。失言事件の影響で、地元岡崎市では総得票数の約41％しか獲得できなかった。同日夜、自民党の岡崎市議会議員のうち11人が任意出頭し、6人が逮捕された。内田喜久市長の義弟で私設秘書のKは東名高速道路に乗り、姿をくらました。
同年6月24日、中根薫と内田は砂防会館の田中派の事務所へ飛んだ。二人は党県連会長の江﨑真澄と会い、在京弁護士の紹介を頼んだ。「内田が江崎に駆け込んだ」との情報はほどなく中野四郎らの陣営に伝わった。
同年6月27日、内田喜久は買収容疑で逮捕された。同日、中根と内田は砂防会館に再び出向き、江﨑は約束どおり弁護士を二人に紹介した。6月30日、内田喜久は辞職した。大阪市中之島の公園で野宿するなど失踪を続けていたKは7月1日に岡崎署に出頭し、逮捕された。7月14日までに、中根薫県議と岡崎市議会議員25人が逮捕された。7月18日、内田喜久の義弟で給排水設備工事会社経営者のSが、中根薫の自宅に保管してあった500万円を別の場所に移し替えたとして、証拠隠滅の疑いで逮捕された。8月半ばまでに安城市議7人、幸田町議6人、旧額田町議4人が逮捕された。長年にわたる内田市長と業者との癒着も暴かれた。8月20日から9月11日にかけて、市内の土建業者社長5人が内田喜久に対する贈賄容疑で逮捕され、唐沢町の業者社長が同容疑で書類送検された。
同年8月17日、元自民党県議の中根鎭夫が岡崎市長に初当選。逮捕された市議は一人を除いていずれも辞職を拒んだため、8月31日に「リコールを進める市民の会」が結成される。9月3日の市議会臨時会で自主解散決議案が否決されると、選管は解散請求代表者証明書の交付と告示を行った。署名運動は燎原の火のごとく市内全域に広がり、短期間で成立に必要な法定数（有権者の3分の1以上、岡崎市は5万7,892人）を超える署名が集まった。市議会は9月17日、ついに自主解散に追い込まれた。
検挙者128人（うち逮捕者55人）におよぶ空前の選挙違反事件を引き起こしたが、首謀者は父親の内田喜久とされ、内田本人は立件を免れた。同年11月からSの給排水設備工事会社に勤め始めた。

### 愛知県議会議員へ
愛知県議会・岡崎市選挙区は六ツ美町編入に伴い、1963年（昭和38年）から定数が3から4に増えた。それ以後自民党はほとんどの選挙で3議席を確保し続けてきたが、1983年（昭和58年）の選挙で当選したのは現職の柴田尚道のみであった。裁判中だった中根薫は内田喜久の支援を受けて無所属で立候補し、2期目の当選を果たした。
1985年（昭和60年）4月15日、最高裁は中根薫の上告を棄却。中根は有罪判決の確定前に県議を辞職した。同年10月21日、中野四郎衆議院議員が在職中に死去すると、熾烈な後継者争いが起こる。弁護士の杉浦正健が1986年（昭和61年）3月に内定を受け、同年7月の総選挙で初当選。31年ぶりに岡崎から自民党代議士が誕生した。党岡崎市支部はその余勢を駆って、翌年の県議選に向けて、3議席奪還を目論む。
ところが保守系からは現職の柴田尚道のほか、前市議の柴田紘一、前市議の青山秋男、内田の計4人が立候補に名乗りを上げた。党支部では「公認は3人にしぼるべき」という意見が多勢を占めたため、議論が紛糾。特に内田に対する風当たりは強く、青山は「私は市議を一度辞め、（公民権回復後）再び当選してみそぎを受けた。まだ解決していない康宏君は遠慮すべきだ」と主張した。結局、支部では調整しきれず県連に一任。県連は一次公認の柴田尚道に新人3人を加え、定数いっぱいの4人を公認することで問題に決着をつけた。その背景には岡崎の票田をめぐる代議士たちの強い思惑があった。杉浦正健は表向き4候補を推薦したものの、柴田尚道と柴田紘一は杉浦派に属し、青山の後援会幹部は稲垣実男派に属していた。浦野烋興は岡崎での勢力維持のため内田に推薦を出した。
1987年（昭和62年）4月12日、愛知県議会議員選挙執行。投票率は58.75%。
| 候補者名     | 当落 | 年齢 | 所属党派   | 新旧別 | 得票数   |
| ------------ | ---- | ---- | ---------- | ------ | -------- |
| 小見山徹之助 | 当   | 48   | 民社党     | 現     | 24,986票 |
| 八田広子     | 当   | 41   | 日本共産党 | 新     | 19,493票 |
| 内田康宏     | 当   | 34   | 自由民主党 | 新     | 18,167票 |
| 柴田紘一     | 当   | 46   | 自由民主党 | 新     | 17,718票 |
| 柴田尚道     | 落   | 52   | 自由民主党 | 現     | 17,124票 |
| 青山秋男     | 落   | 40   | 自由民主党 | 新     | 16,310票 |

売上税導入反対を訴えた日本共産党の八田広子は初出馬ながら得票数2位で当選。名古屋市緑区では社会党の中村友美が、豊橋市では同じく社会党の柏熊光代が初当選し、12年ぶりに女性県議が誕生した。内田は続く3位で初当選。3期目の柴田尚道は党岡崎市支部長の要職にあったが、選挙期間中に病にかかったことが痛手となり、4位当選の柴田紘一に594票差で敗れた。最下位で落選した青山は1991年（平成3年）の県議選で初当選した。
2003年（平成15年）10月14日、愛知県議会副議長の近藤浩が衆院選に出馬するため県議を辞職。その後を受けて同年11月28日、副議長に就任。2006年（平成18年）5月26日、第86代議長に就任した。2011年（平成23年）、7期目の当選を果たす。

### 2012年岡崎市長選挙
2012年（平成24年）4月26日、任期満了に伴う岡崎市長選挙に立候補する意向を表明した。6月1日、現職の柴田紘一は不出馬を表明。柴田は同日行われた記者会見で「後継者は決めない」と明言するも、その頃にはすでに大村秀章愛知県知事に働きかけ、日本一愛知の会の園山康男県議の擁立に動いていた。7月20日、園山は正式に出馬を表明。柴田市長は8月4日の岡崎観光夏まつり花火大会の開会挨拶で大村知事と園山を壇上に上げ、候補者の背後にあるものが何であるかを市民に知らしめた。そして8月6日、記者会見を開き園山支持を明らかにした。
民主党もこれらの動きに同調。党県連代表の中根康浩の父親の中根薫市議は9月4日、市議会定例会の一般質問で「一点の落ち度もないくらい、私どもが柴田市政に物申すことなど全く見当たらなかった」と持ち上げたあと、柴田に真意を尋ねた。柴田市長は「この方ならば、きっと間違いない道を歩んでくれると感じ、推薦をした」と答弁。さらに内田陣営を「正常な姿ではない」と痛罵した。岡崎市議会自民党系会派の15名の市議のうち中根勝美、蜂須賀喜久好、山崎泰信、永田寛ら4名は、公然と園山を支持した。9月11日、内田は県議を辞職。10月9日、公明党は園山の支持を決定。
同年10月14日、岡崎市長選挙が告示される。内田は自民党の推薦を受けて無所属で立候補。園山は公明党の支持と連合愛知の推薦のほか、大村秀章知事と柴田紘一前市長、前述の市議4名、中根康浩らの支援を受けて立候補。園山の妻の実家が三河地方の有力な産業廃棄物処理業者であったため、経済界でもその多くが園山支持に回った。10月21日投開票。劣勢が伝えられる中、内田が接戦の末に初当選を果たした。この日は市議選、両候補者の辞職に伴う県議補選もあり、岡崎市にとって戦後初のトリプル選挙となった。
※当日有権者数：291,200人 最終投票率：57.81%（前回比：1.24pts）
| 候補者名 | 年齢 | 所属党派 | 新旧別 | 得票数   | 得票率 | 推薦・支持                    |
| -------- | ---- | -------- | ------ | -------- | ------ | ----------------------------- |
| 内田康宏 | 59   | 無所属   | 新     | 87,269票 | 54.52% | （推薦）自民                  |
| 園山康男 | 47   | 無所属   | 新     | 72,801票 | 45.48% | （支持）公明 （推薦）連合愛知 |

### 2016年岡崎市長選挙
2016年（平成28年）4月11日、市水道労働組合執行委員長などを務めた元市職員の横山浩一が同年の市長選に立候補する意向を表明。市長選は10月16日に行われ、自民党・民進党・公明党の推薦を受けた内田が再選を果たした。組織の後ろ盾が一切なく、市役所内でも傍流にいた新人候補が46,000票も獲得した理由を直視することは陣営の間で忌避された。
※当日有権者数：304,727人 最終投票率：54.7%（前回比：3.11pts）
| 候補者名 | 年齢 | 所属党派 | 新旧別 | 得票数    | 得票率 | 推薦・支持               |
| -------- | ---- | -------- | ------ | --------- | ------ | ------------------------ |
| 内田康宏 | 63   | 無所属   | 新     | 115,215票 | 71.27% | （推薦）自民・民進・公明 |
| 横山浩一 | 58   | 無所属   | 新     | 46,446票  | 28.73% |                          |

### 2020年岡崎市長選挙
2019年（令和元年）8月8日、元衆議院議員の中根康浩が翌年実施予定の岡崎市長選挙に立候補する意向を固めたことが報道により明らかとなった。同年12月4日、内田は3選に向けて出馬を表明。
2020年（令和2年）4月14日、連合愛知三河中地域協議会は内田の推薦を決定。6月7日、旧国民民主党は中根との旧来の関係からバランスを取って自主投票を決めるが、自民党・公明党・旧立憲民主党は、JAあいち三河ほか業界団体の後押しの強い内田に対し次々と推薦を出した。
同年夏から政局は野党再編を中心に回り、9月11日、立憲民主党の結党に合流しなかった旧国民民主党の議員により新「国民民主党」が設立された。この後内田は、旧党時代に一旦自主投票を決めた国民民主党からも推薦を受ける。「オール岡崎」と言われた現職陣営に対し、中根が頼みにするのは日本共産党の自主支援と通算10年にわたる国会議員のキャリアのみであり、かたくなな反共主義者である内田にとって「負ける」という可能性は何ひとつとしてないように思われた。
情勢が一変したのは、告示5日前の10月6日だった。中根は突然「年内に全市民へ5万円を給付する」と訴え、公約を追加した大量のパンフレットを各戸に配布し始めた。内田陣営に反論の準備を与えないための、告示直前まで温めてきた奇策であった。岡崎市の人口は10月1日時点で約38万6千人。1人当り5万円を配ると、総額は193億円を超える。中根は財源を「財政調整基金などさまざまな基金を取り崩す」と説明。これに対し市の財務担当者から「災害が起きたときの緊急支出や、小中学校など公共施設を長寿命化させる改修工事ができなくなる。正気の沙汰とは思えない」との声が上がるが、5万円給付のキャンペーンは市民を大きく巻き込み、投開票日の10月18日、中根が3万2千票余りの大差で内田を破り初当選した。
※当日有権者数：307,734人 最終投票率：57.25%（前回比：2.55pts）
| 候補者名 | 年齢 | 所属党派 | 新旧別 | 得票数        | 得票率 | 推薦・支持                               |
| -------- | ---- | -------- | ------ | ------------- | ------ | ---------------------------------------- |
| 中根康浩 | 58   | 無所属   | 新     | 103,080.948票 | 59.4%  | （自主支援）共産                         |
| 内田康宏 | 67   | 無所属   | 現     | 70,469.051票  | 40.6%  | （推薦）自民・立憲・公明・国民・連合愛知 |

### 2024年岡崎市長選挙
2024年（令和6年）10月6日に行われた市長選挙に自民党・公明党の推薦を得て立候補。現職の中根、元市職員の晝田浩一郎、音楽教室社長ら3候補を破り、市長に返り咲いた。
※当日有権者数：306,749人 最終投票率：53.47%（前回比：3.78pts）
| 候補者名   | 年齢 | 所属党派 | 新旧別 | 得票数       | 得票率 | 推薦・支持         |
| ---------- | ---- | -------- | ------ | ------------ | ------ | ------------------ |
| 内田康宏   | 71   | 無所属   | 元     | 68,488.171票 | 42.51% | （推薦）自民・公明 |
| 中根康浩   | 62   | 無所属   | 現     | 60,263.828票 | 37.40% |                    |
| 晝田浩一郎 | 36   | 無所属   | 新     | 26,191票     | 16.26% |                    |
| アーニー   | 51   | 無所属   | 新     | 6,171票      | 3.83%  |                    |

## 岡崎市長として
2012年
- 10月21日 - 市長就任。

2013年

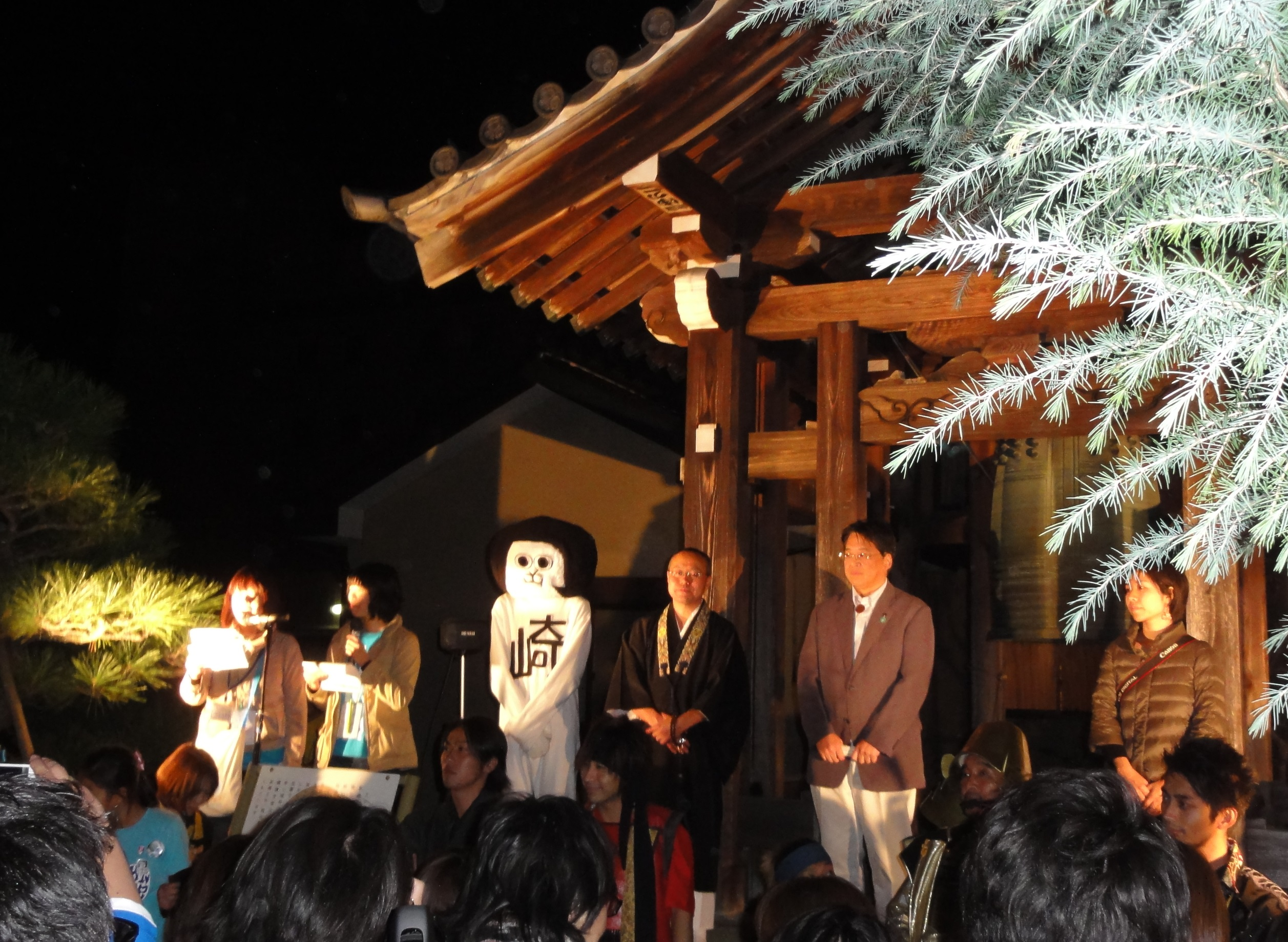
「あいちトリエンナーレ2013」のクロージングイベントに出席。

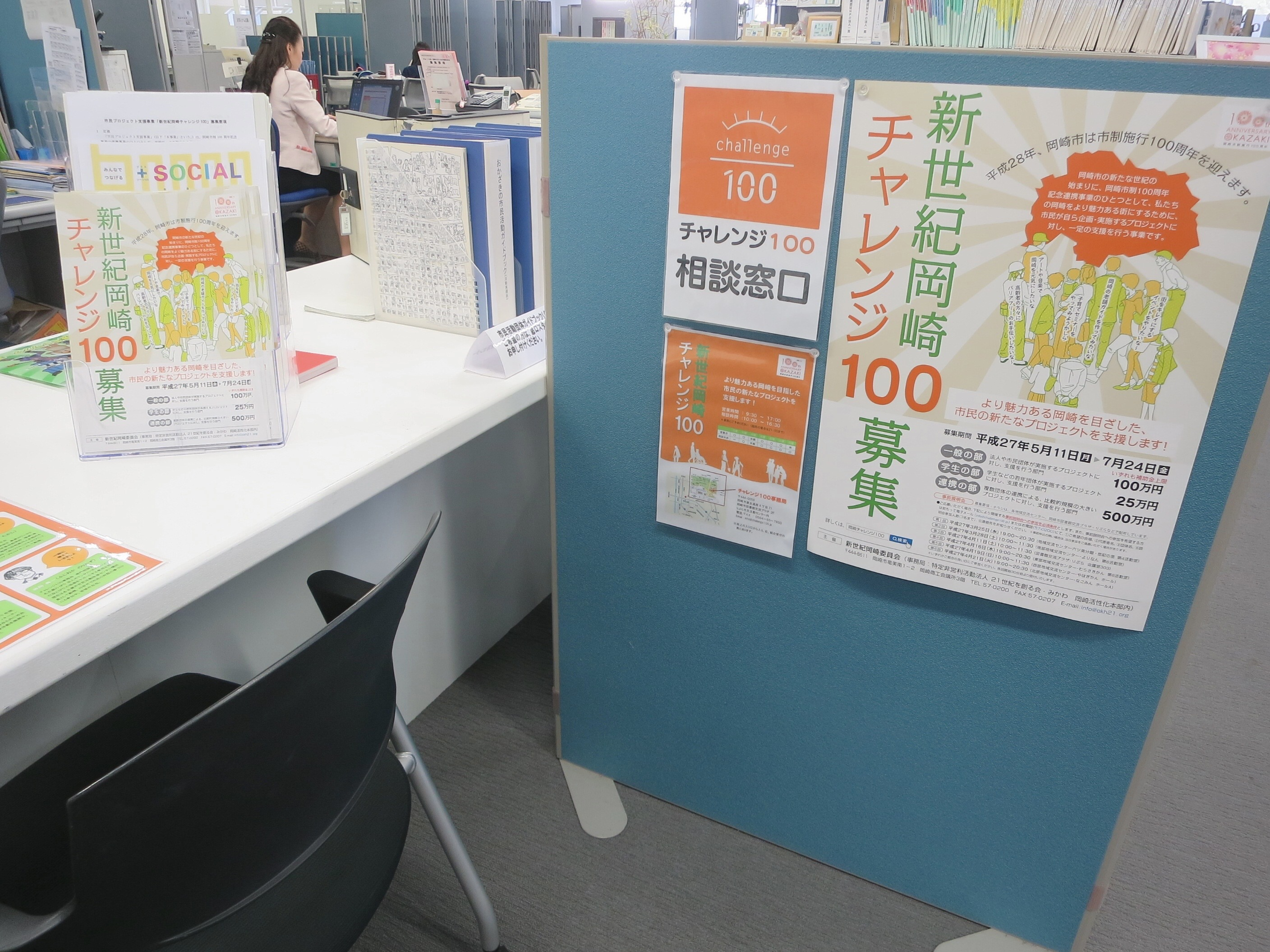
新世紀岡崎チャレンジ100事務局

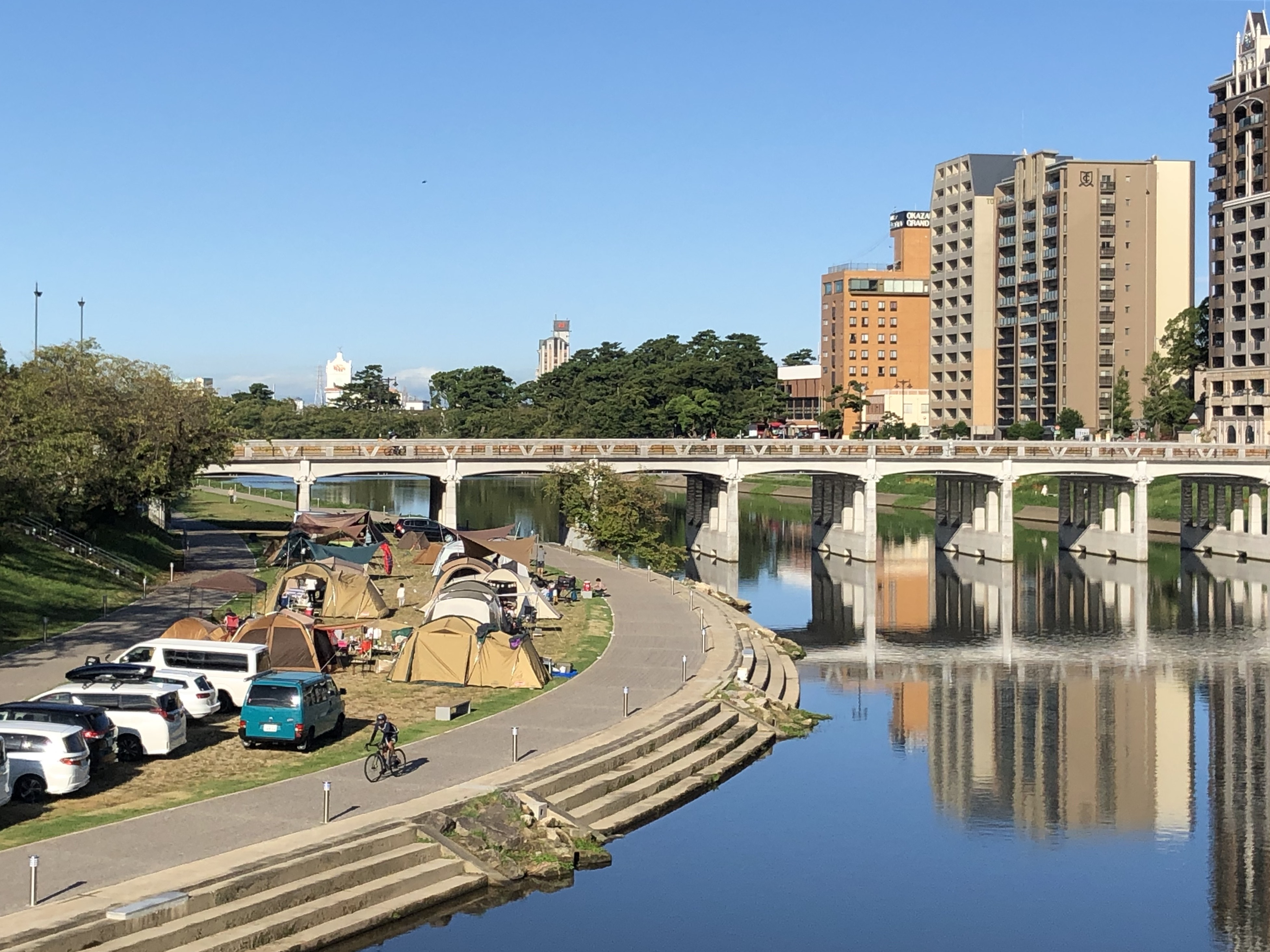
2015年に乙川周辺の整備工事に着手。殿橋付近の河川敷は週末、キャンプ場として利用されている。

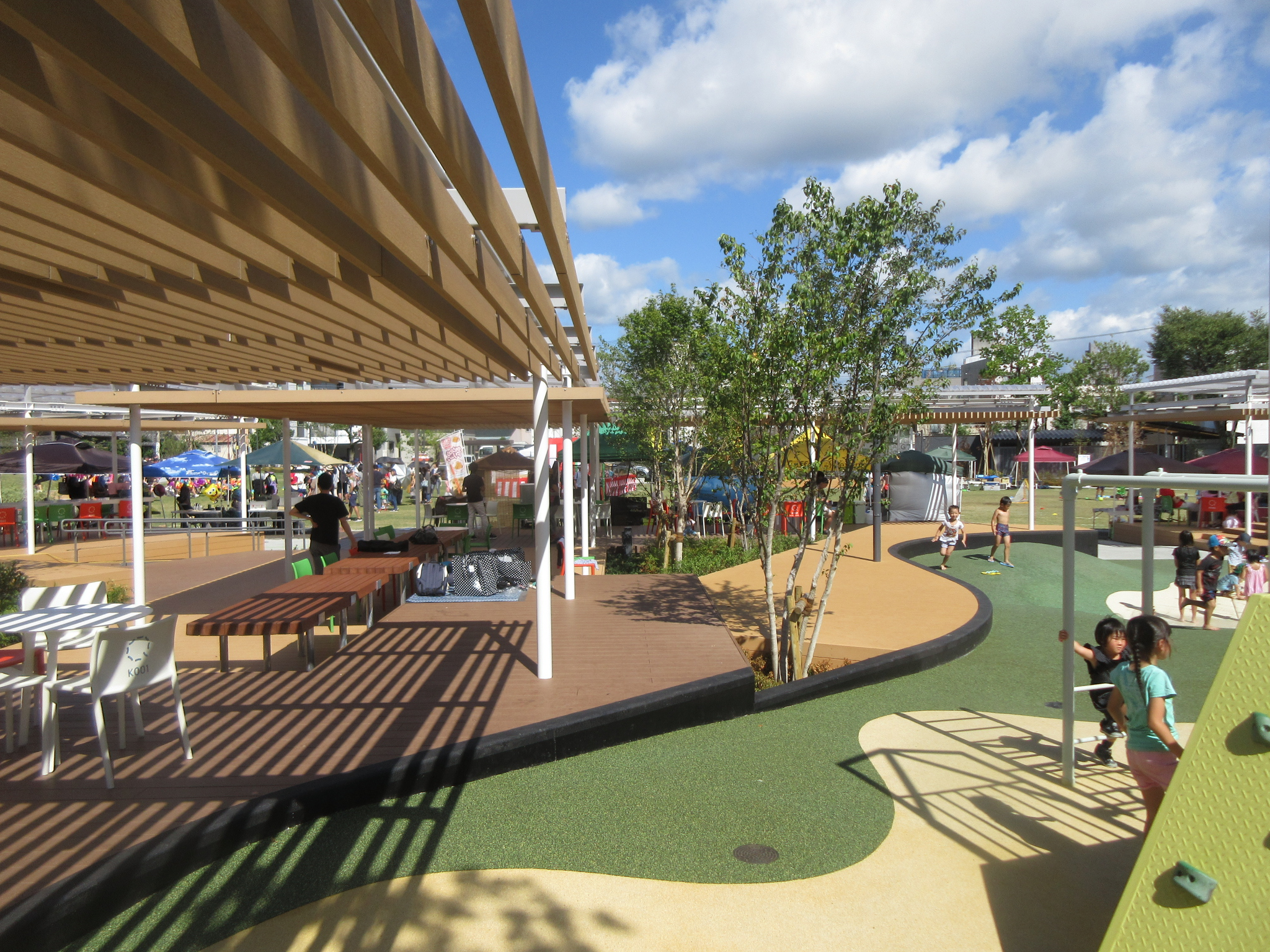
乙川リバーフロントQURUWA戦略地区整備計画の一環として全面改修された籠田公園

- 4月1日 - 官民連携組織である「岡崎活性化本部」を岡崎商工会議所内に設置[136][137]。
- 8月10日 - 「あいちトリエンナーレ2013」が開幕。岡崎市は初参加。
- 12月20日 - 新築か改修かで議論になっていた岡崎市民会館の老朽化対策について、改修で行くことを決定した。この決定は前市長時代に着手されていた移転・新築計画[138]を白紙撤回するもので、内田の選挙公約でもあった[139]。

2014年
- 5月29日 - 学校法人藤田学園と「大学病院の建設に関する協定」を結んだ。内容は24時間救急医療に対応できる大学病院を市内針崎町に建設するというもので、2020年4月開院予定とされた[140]。
- 8月28日 - 乙川周辺の大規模な整備計画（乙川リバーフロント地区整備計画）を発表[注 9]。東岡崎駅前のペデストリアンデッキの建設、幅員17メートルの人道橋の架設、中央緑道と籠田公園の整備、乙川河川敷の整備、徳川家康の銅像の設置などを主な内容とする。事業期間は2015年度から5年間[148][149]。
- 11月25日 - 2年後に迎える市制施行100周年を記念した事業「新世紀岡崎 飛躍祭」の概要を発表した。市内の法人や学生団体が実施する事業100件（上限）に対して計1億円の補助金を市が支給する「新世紀岡崎チャレンジ100」など、様々な新規事業が盛り込まれた[150]。

2015年
- 3月29日 - 篤志家から寄贈された恐竜のモニュメント5体すべてが東公園に設置された。寄付額は約1億円[151][注 10]。
- 3月30日 - 岡崎市の進める計画「乙川リバーフロント地区かわまちづくり」が、国土交通省の「かわまちづくり支援制度」の登録認定を受ける。愛知県管理の河川では初めての登録となった[155][156]。
- 8月22日 - 市の観光プロモーションのため吉本新喜劇に岡崎市長役で出演。岡崎市を舞台とした現代劇が8月18日から1週間にわたってなんばグランド花月で上演され、内田は期間中の22日に出演した[157]。
- 11月15日 - 「岡崎さくら100年プロジェクト」の桜の植樹がスタート。寄付で集まった桜の苗木1,154本を2016年3月末までに市内全域の22箇所に植える。新たに植樹するのは、ジンダイアケボノや八重紅枝垂などソメイヨシノ以外の7品種[158]。

2016年
- 2月26日 - JR岡崎駅東口ロータリーの南で空き地となっている11,000平方メートルの市有地に民間資本を導入し、再開発の拠点とする計画を発表した。開発事業者には8,000平方メートルを貸し、残りの3,000平方メートルについては市が新たに公園を整備する[159][注 11]。
- 5月19日 - 歴史まちづくり法に基づいて策定した「岡崎市歴史的風致維持向上計画」が国から認定された[164]。これを受けて5月23日、市は同計画の概要を発表。岡崎城下・東海道地区と滝山寺地区を計画の重点区域とした。また、徳川宗家18代当主の徳川恒孝に名誉顧問を委嘱した[165]。
- 10月16日 - 岡崎市長選挙。再選。

2017年
- 1月 - 冊子『岡崎まちものがたり』（A4判フルカラー、400ページ）を刊行。同書は市の歴史年表、文化、自然、景観などを、47小学校区の学区ごとに紹介するもので、市制100周年記念サイト内でも同時に公開された[166][167]。
- 4月1日 - 発達障害児の相談・医療・支援を総合的に提供する施設「岡崎市こども発達センター」が岡崎市福祉の村にオープン[168]。

2018年
- 1月 - 農林水産省の農山漁村振興交付金を活用した団体「岡崎市ぬかたブランド協議会」を岡崎市ぬかた商工会などと共同で設立。事務局は岡崎市役所の農務課と林務課に置かれた[注 12]。同協議会は同年7月から、額田地区の天然水を使ったオリジナルかき氷を各店が提供するイベント「おかざきかき氷街道」をスタートした。客足は順調で、年々参加店舗を増やしている[170][177][178]。
- 3月30日 - 乙川リバーフロント地区内の回遊性を生み出す公民連携事業「QURUWA戦略」[179]が評価を受け、岡崎市は国土交通省と内閣府による「地方再生のモデル都市」に選ばれた[180][181][182]。QURUWA戦略の総事業費46億2,000万円のうち、約半額が国からの交付金で賄われる見込み[183]。
- 3月31日 - 愛知県と岡崎市は愛知県がんセンター愛知病院の経営を2019年4月から岡崎市民病院に移管することで基本合意し、その覚書を交わした[184]。愛知病院の土地と建物は県が市に10年間、無償で貸与し、市民病院の結核病棟の整備費も県が負担する[185][186][187]。
- 7月31日 - 市内の公立小学校47校と公立中学校20校の普通教室に約30億円を投じて業務用エアコンを設置すると発表[188]。
- 8月20日 - 小中学校のエアコン設置完了時期を当初予定していた2020年6月から前倒しすると明らかにした。小学校の普通教室と特別教室と中学校の特別支援学級など1212教室については2019年6月までに、中学校の普通教室と特別教室など567教室については2019年12月までに完了する予定（その後さらに前倒しされ、中学校の普通・特別教室も2019年6月までに設置された）。PFI方式で事業を実施する[189]。
- 11月19日 - 東阿知和町、西阿知和町、真福寺町の3町にまたがって造成が計画されている「阿知和地区工業団地」の整備事業につき、事業主体を愛知県企業庁から市に移すと発表した。これにより、東名高速道路の「（仮称）岡崎阿知和スマートインターチェンジ」の設置に向けた調整が容易になる予定[190][191]。

2019年
- 7月26日 - 籠田公園がリニューアルオープン[192]。
- 10月8日 - 公民連携事業「QURUWA戦略」の一環として、康生通りで、車線を規制し休憩所などを設置する社会実験「グッとくるわ康生社会実験」を開始。期間は1カ月間（後述）[193][194][195]。
- 11月2日 - 東岡崎駅東口のペデストリアンデッキが供用開始。同時に日本最大級の徳川家康の銅像が完成[196][197]。ペデストリアンデッキにより駅に直結する複合商業施設「オト リバーサイドテラス」もオープンした[198]。

2020年
- 1月30日 - 2022年度までに全小中学生に一人1台のタブレット端末を整備すると発表した。3年間で市内の小中学生と教員分の計約3万5,500台を購入。国が費用の3分の2を負担する。また、2021年3月末までに全教室にWi-Fiを導入する予定[199]。
- 3月9日 - 岡崎市は中部電力、東邦ガス、NTTファシリティーズなどと共同で、地域電力小売会社「株式会社岡崎さくら電力」を設立した。自治体出資による電力会社の設立は県内初。市のゴミ焼却施設で発電した電力を買い取り、市の関連施設に供給する[200][201][202]。
- 4月1日 - 岡崎市は校内適応指導教室を発展的に解消し、「F組」と呼ばれるフリースクールを岡崎市立甲山中学校、福岡中学校、矢作中学校の3校に設置した。校内フリースクールは長期欠席者や集団になじめない児童生徒に個別最適な学びの場を保障する施策で、教室担任1名とフリースクール支援員1名を配置する。制度導入は県内では初めて[203][204][205][注 13]。
- 4月7日 - 藤田医科大学岡崎医療センターが開院[211]。
- 4月23日 - 新型コロナウイルス感染症拡大の緊急対策として様々な支援策を5月の市議会臨時会に提出すると発表した。小中学校・公私立保育園・こども園・私立幼稚園の給食費を9月まで無償化。総額約7億3千万円を市が負担する。休業要請等に応じた事業者に支給される県発表の「新型コロナウイルス感染症対策協力金」の市負担分として約10億円を計上。また市独自の政策として、支給対象から外れた事業者に25万円を支給。さらに6か月間の水道料金の基本料金の8割を減額し、総額約6億4千万円を市が負担する[212][213][214]。
- 10月15日、岡崎市立愛知病院は岡崎市から愛知県に移管され、新型コロナウイルス感染症の専門病院として再スタートした。病院名は「愛知県立愛知病院」となった[215]。

## 人物
- 影響を受けた本として、『正法眼蔵』（道元）、『保守本流の思想と行動』（松野頼三）、『左遷の哲学』（伊藤肇）、『文化防衛論』（三島由紀夫）などを挙げている[216]。

- 座右の銘は「我が志によって立ち、我が旗のもとに倒れる、もって悔いなし」[217]。

- 歴史教科書問題においては歴史修正主義寄りの立場をとる[218][219][220]。2001年（平成13年）4月3日、「新しい歴史教科書をつくる会」主導で編集された『新しい歴史教科書』『新しい公民教科書』が、文部科学省の教科書検定に合格した。翌5月、韓国政府と中国政府は記述修正を要求し、外交問題にまで発展するも、版元の扶桑社は6月10日に両教科書の市販本を発売。たちまちベストセラーとなった[221][222][223]。6月26日、内田は県議会本会議で「話題の『新しい歴史教科書』の市販本を早速通読してみた。しかし、何だか拍子抜けであった。あれほど内外の妨害と批判を受けながら出版にこぎつけたこの本がどれほどのものかと期待していたにもかかわらず、私にとっては、数カ所言葉の言い回しが気になる程度の、極めてオーソドックスな当たり前の教科書という印象しかなかった。逆に、この程度の教科書すら持てなかった今までの我が国の歴史教育とは一体何であったのかと、そら恐ろしく感じた」と述べた[224]。

- 日本共産党を「仮に某左翼政党が日本で政権をとったとしても、私は間違ってもマルクス・レーニン主義を唱えてシッポを振って権力にすり寄ったりはしない」という言い方でなじり[225]、中国視察のレポートでは「自己主張だけして相手の言い分を聞かないというのは共産主義者の典型的な症状である」と批判[226]。大阪都構想の住民投票を取り上げた文章では「赤色思考の傾向の強いマスコミ人」と表現するなど、左派の団体やマスコミに対する嫌悪を隠さない[227]。
2019年（令和元年）9月8日付のブログで内田は、「一部外者が何の根拠もなしに『岡崎市は水道の民営化を図っている』いうデマをしきりに流している」「最近の岡崎市政が『中心部偏重の施策になっている』とか、『政策決定がブラックボックス化している』とか訳の解らないことを言っている輩がいると聞いた」と記述した[228]。10月1日、日本共産党市議団は、市長や市政に対して異論を述べる人たちを「一部外者」「輩」という言葉で排除するのは遺憾であるとして、撤回と市民に対する謝罪を求める要望書を内田に提出した[229]。内田が「共産党のことを言っているのではない」と書面で回答すると、同市議団の鈴木雅子市議は12月5日の市議会定例会で「それでは市長が言われる輩とか一部外者とは誰のことか」「どこで聞いたのか」と質問。内田は答弁を拒否。前述の「自己主張だけして相手の言い分を聞かないというのは共産主義者の典型的な症状である」という言葉とは裏腹に、すべての答弁は総合政策部長によって行われた[125][230]。

- 安倍晋三は父晋太郎の秘書を務めていた頃から、内田の選挙の応援にかけつけた[231][232]。内田は安倍を心の支えとしており、市政方針も安倍の思想に沿うものであった[233]。2006年（平成18年）9月26日に首相に就任した安倍は、同月29日の所信表明演説で「日本を、世界の人々が憧れと尊敬を抱き、子供たちの世代が自信と誇りを持てる『美しい国、日本』とする」と述べた[234][235]。2012年（平成24年）9月の自民党総裁選で総裁に選出された際は、就任挨拶で「政権奪還は決して私たちのためでも自民党のためでもない。まさに日本を取り戻す。日本人が日本に生まれたことを幸せと感じ、子供たちが誇りを持てる日本を作っていくためだ」と述べた[236]。内田が繰り返し用いたフレーズ「このまちに生まれ育った子供たちが自らのふるさとに対し、これまで以上に大きな愛情と誇りを持てる夢ある新しい岡崎」は、安倍の演説の言葉をつぎはぎして作られた[237][238][233][239][240]。

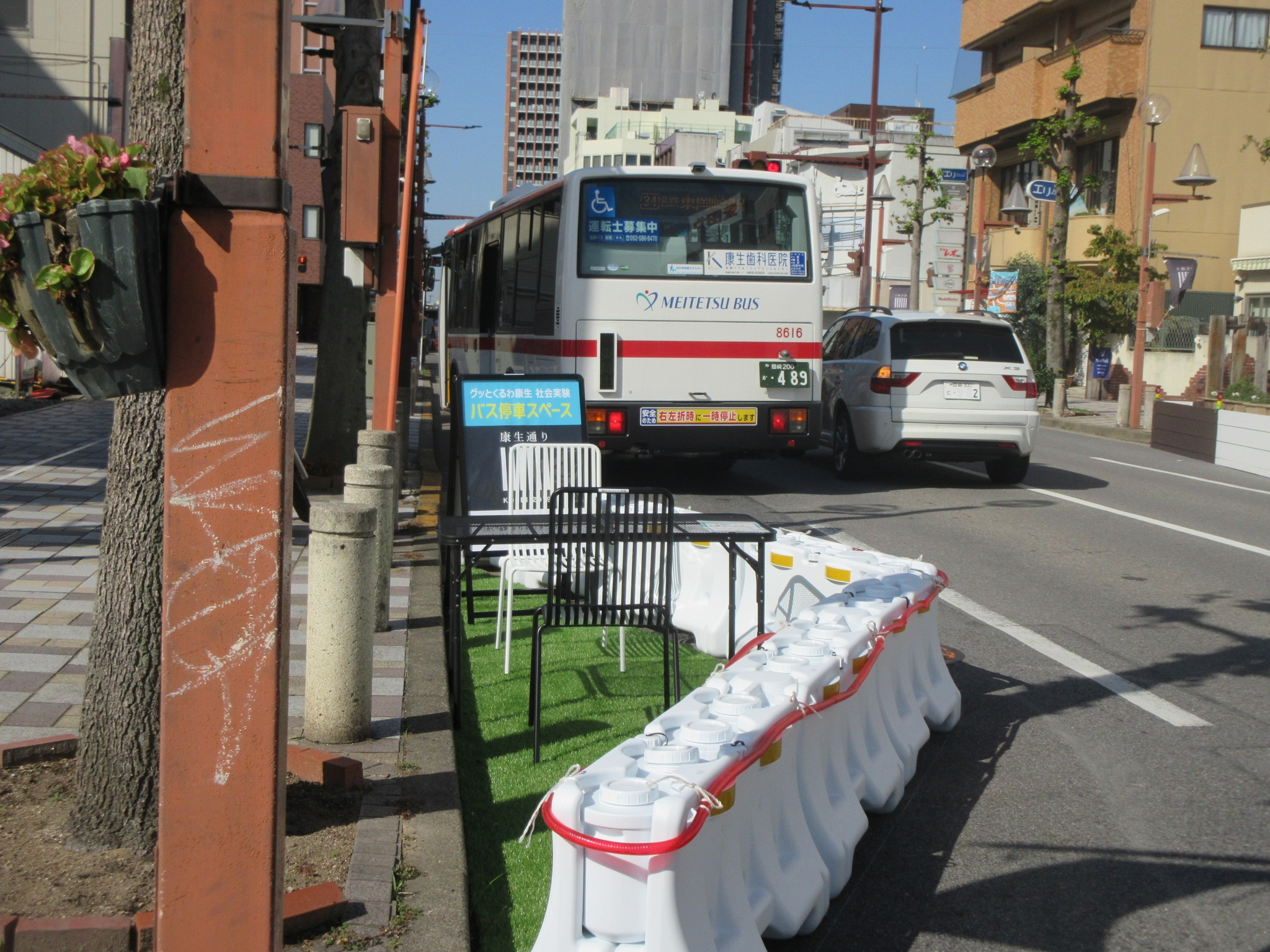
公民連携事業「QURUWA戦略」の一環として康生通りで実施された社会実験（2019年10月秋）。事業に関する内田の発言が問題視された。

- 2019年（令和元年）10月8日から1カ間、公民連携事業「QURUWA戦略」の一環として、都市再生推進法人「株式会社まちづくり岡崎」の主催により、社会実験「グッとくるわ康生社会実験」が開催された[193][194]。片側二車線の康生通りの約300メートルの区間を片側一車線にし、計10カ所に最長32メートルの共有スペースを確保。休憩や食事場所、駐輪場として活用できるようにした。市と国は補助金計1,080万円を支出。さらに、東西端に警備員を24時間置く経費として998万円[241]、仮設ガードレール設置費に430万円の市税が費やされた。実験には総額約2,500万円の税金が使われた[195]。
社会実験は開始後すぐに交通渋滞を引き起こし、商店街側から「営業に支障がある」との要望により2カ所の共有スペースが撤去された。開催期間中「人の通りも売り上げも増えていない」「車道に座っても落ち着かない。車が突っ込んで来そうで怖い」「お金をかけすぎ」などの批判の声が商店主や利用者から上がった。こうした問題提起に対し、市都市施設課が「将来民間に任せるための練習のようなもの」「スペース設置で来訪者数が増えることは目的にしてない」と事業主旨を説明する一方で、内田は10月24日の記者会見で「実験が行われている場所は浮いちゃってる。あそこで座っていると恥ずかしいでしょ」と発言。他人事のような態度をとった[195]。

- 2016年（平成28年）、市民活動支援事業の一環としてハロウィン・イベントを企画し[242]、市はりぶらサポータークラブとの共催で10月30日に第1回「ハッピーハロウィンりぶら」を開催した[243][244]。内田も毎年仮装して同イベントに参加し、とりわけ好んで扮したのが『スター・ウォーズシリーズ』の登場人物、ダース・ベイダーであった[245]。「フォースの暗黒面に堕ちたジェダイの騎士がダース・ベイダーとして蘇生する」[246]というストーリーの主軸を内田は理解しており、開会の挨拶で「ハロウィンのダークサイドを思う存分楽しんで下さい」と強調した[247]。

- 市長選に落選した翌年、2021年（令和3年）に市議の一人に誘われ、世界平和統一家庭連合（旧統一教会）のイベントに初めて参加した[248]。
2022年（令和4年）5月8日、統一教会の関連団体「愛知県平和大使協議会東愛知総支部」はイベント「アジアと日本の平和を守る東愛知安保大会」を岡崎市民会館の甲山会館で開催した。同会館の指定管理者が発行する広報誌には、主催者は「世界平和統一家庭連合岡崎家庭教会」であることが明記された[249]。教団信者とされる碧南市長（当時）の禰冝田政信[250][251][252]は同団体の共同議長として挨拶をした。講師を務めた平和大使協議会事務総長の松本康[注 14]はロシアによるウクライナ侵攻を踏まえ、「中国共産党政権に対する現実的な緊急対処をするべきである」と訴えた。内田は教団から平和大使に任命された[255][256][257][258][259][260][261]。
2024年（令和6年）10月6日、市長選が行われ、内田は市長に返り咲いた[129]。同年12月3日、鈴木雅子市議が市議会本会議で平和大使に任命されたことについて質問した。内田は答弁を拒否し、総合政策部長が代わりに「知人に誘われて市内で開催されたイベントに参加し、突然任命状を渡されたと聞いている」と答えた[261]。議会終了後、内田は報道陣の取材に応じた。「（当時は）どういう組織か知らなかった」と答え、「選挙を手伝ってもらったこともない」と述べた。教団の関係する会合には4、5回出席したと明かした[261]。12月6日、内田は再び取材に応じ、任命状は事務所に置いたまま忘れていたこと、市長就任後の11月に返却したことなどを説明した[248]。

## 著書
- 『多岐亡羊』東海愛知新聞社、1994年10月25日。
- 『夢ある新しい岡崎へ』ゆいぽおと、2018年10月29日。ISBN 978-4877584740。